# Mănăstirea Walkenried
Mănăstirea Walkenried a fost o abație cisterciană din secolul al XII-lea, în prezent muzeu. Din anul 2010 se află înscrisă pe lista UNESCO a patrimoniului mondial, împreună cu sistemul de lacuri dezvoltat de cistercieni în secolul al XII-lea în regiunea Harz (Saxonia Inferioară).
Mănăstirea din Walkenried este înrudită stilistic cu Mănăstirea Cârța din Transilvania și cu Mănăstirea Pannonhalma din Ungaria.
Mănăstirea Walkenried a fost catalogată sub numărul 32 ca număr de ordine după Janauschek.